# Heike Dähne
Heike Dähne (n. 15 octombrie 1961, Zwickau, Karl-Marx-Stadt District⁠(d), RDG) este o înotătoare ce a reprezentat Germania, medaliată olimpică. A participat la o ediție a Jocurilor Olimpice (1980) în care a câștigat o medalie de bronz.

## Participări
Lista de mai jos prezintă principalele competiții la care a participat Heike Dähne de-a lungul carierei.
- swimming at the 1980 Summer Olympics – women's 800 metre freestyle[*]